# Universitätsbibliothek Leiden
Die Universitätsbibliothek Leiden wurde 1587 gegründet und ist die Universitätsbibliothek der zwölf Jahre zuvor gegründeten Universität Leiden. Sie ist älter als die Königliche Bibliothek der Niederlande und hatte als Quelle für Lehre und Forschung maßgeblichen Einfluss auf die Wissenschaften während des Zeitalters der Aufklärung. Die Universitätsbibliothek Leiden ist aus wissenschaftlicher Sicht die herausragendste Bibliothek der Niederlande. 
Die Bibliothek umfasst ungefähr 5.200.000 Bände, davon 10.000 zeitgenössische Schriftenreihen, 60.000 orientalische und westliche Manuskripte, 450.000 Monographien, 70.000 Diagramme, 100.000 Buchdrucke, 12.000 Zeichnungen und 120.000 Fotografien. Ihr lateinischer Name ist Bibliotheca Academiae Lugduno-Batavae. 
Sie hat ihren Sitz in der Stadt Leiden.

## Geschichte

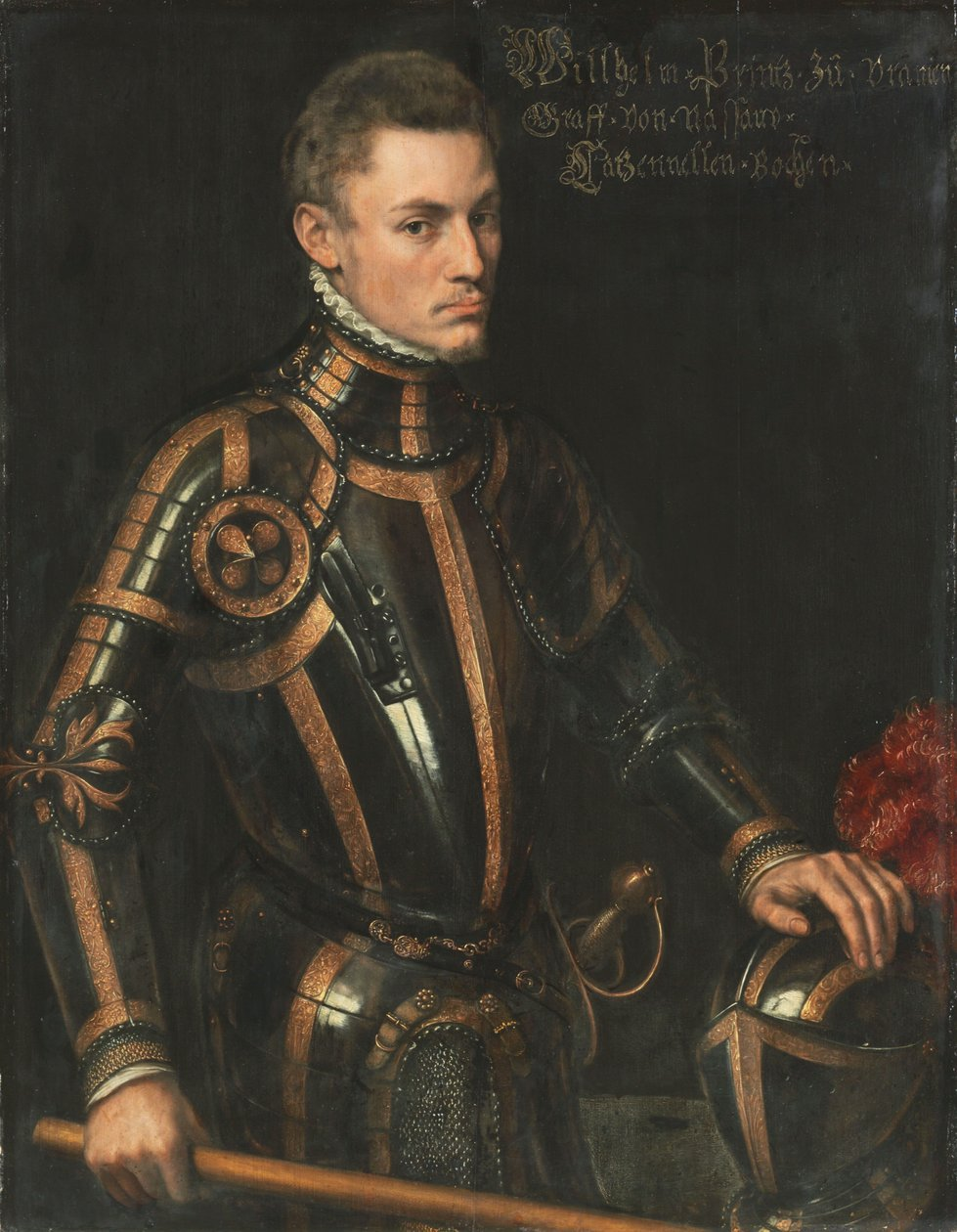
Wilhelm I. von Nassau-Oranien

Nach der Unabhängigkeit der Republik der Sieben Vereinigten Niederlande stellte sich die Notwendigkeit einer eigenen Universität in der jungen protestantischen Republik; die Wahl fiel 1575 auf Leiden und das dann konfiszierte katholische Kloster. Wesentlicher Bestandteil der Universität wurde eine Bibliothek in unmittelbarer Nähe der Vorlesungssäle. Das erste Buch der Bibliothek war eine Polyglottbibel, ein Geschenk von Wilhelm I. Die Überreichung dieses Buches wird als Grundlage betrachtet, auf der die Bibliothek errichtet wird (fundamentum locans futurae aliquando bibliothecae). Am 31. Oktober 1587 wurde die Universitätsbibliothek Leiden in den Gewölben des heutigen Akademiegebäudes Leiden, (Adresse: Rapenburg 73) der Universität als funktionsfähig übergeben. 

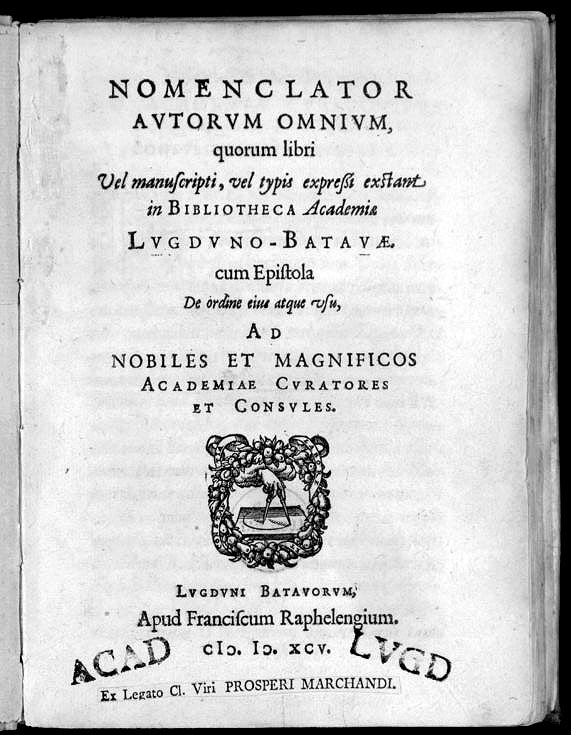
Nomenclator autorum omnium, quorum libri vel manuscripti, vel typis expressi exstant in Bibliotheca Academiae Lugduno-Batavae, 1595

Im Jahre 1595 wurde der sogenannte Nomenclator, der erste Katalog der Universitätsbibliothek Leiden, veröffentlicht, welcher auch der erste Katalog einer institutionellen Bibliothek in Europa war. 1864 wurde ein alphabetischer Katalog für sämtliche Werke der Bibliothek seit 1575 fertiggestellt, welcher bis 1988 bestand. 
Im Jahre 1969 initiierte Johan Remmet de Groot als 22. Bibliothekar die Automatisierung der Bibliotheksbestände, welche heute im System durch OCLC PICA betrieben wird. Sie führt etwa 400.000 Mikrofilme und andere elektronische Titel. 1983 zog die Universitätsbibliothek Leiden aus der Leidener Altstadt nach Witte Singel.

## Besondere Sammlungen

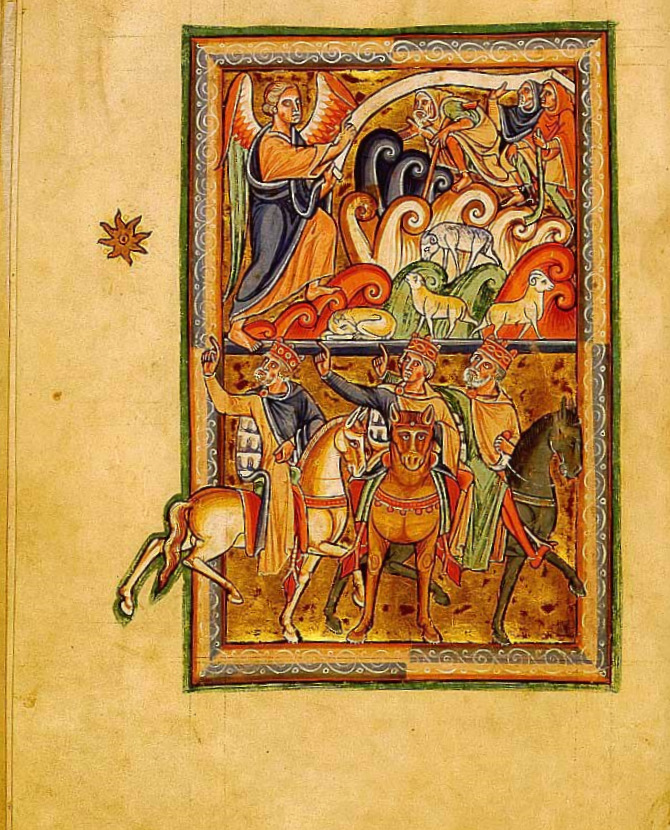
Psalterium König Ludwig IX in Leiden

### Abendländische Manuskripte
Die Sammlung abendländische Manuskripte enthält alt- und mittelniederländische Schriften und Manuskripte (einschließlich 2.500 mittelalterliche Manuskripte und Fragmente sowie 25.000 moderne Manuskripte), 300.000 Literaturbände, Archive und 3.000 annotierte Drucke der Universitätsbibliothek, einschließlich des Archivs der Universität. 

### Abendländische Drucke
Die Sammlung Abendländische Drucke der Universitätsbibliothek Leiden enthält Arbeiten, die vor 1801 gedruckt wurden (einschließlich 700 Wiegendrucke) und seltene kostbare Arbeiten von nach 1801. Im Verlauf von vier Jahrhunderten ist die Sammlung durch Erwerb, Geschenke und Vermächtnisse der Gelehrten erweitert worden. Außerdem erhielt die Universitätsbibliothek das Recht auf Pflichtexemplare aller Bücher, welche durch die Republik der Sieben Vereinigten Niederlande zum Druck freigegeben wurde. 

### Bodel-Nijenhuis Sammlung
Die Bodel-Nijenhuis Sammlung der Universitätsbibliothek Leiden enthält hauptsächlich alte Diagramme, Atlanten sowie topographische Drucke und Zeichnungen. Die meisten der Werke stammen aus einem Vermächtnis des Rechtsanwaltes Johannes Tiberius Bodel Nijenhuis (1797–1872), 25 Jahre lang ein Mitglied der Gesellschaft für Niederländische Literatur. Er war ein leidenschaftlicher Sammler von kartographischen und topographischen Zeichnungen.

### Orientalische Sammlung

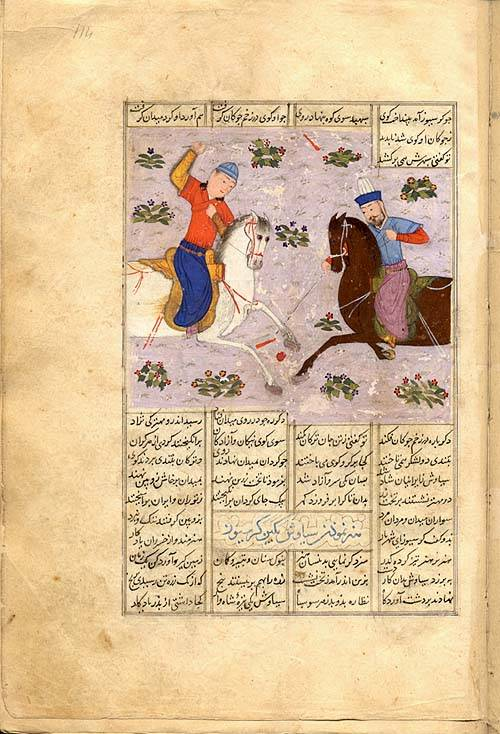
Manuskript (934–1020); gespendet von Levinus Warner

Die Orientalische Sammlung der Universitätsbibliothek Leiden, auch bekannt als Legatum Warnerianum, bezugnehmend auf ein Vermächtnis von 1.000 Hss. aus dem nahen Osten durch Levinus Warner (1619–1665), den damaligen Abgesandten an der hohen Pforte in Konstantinopel, welches bis heute den Kern der Sammlungen bildet.
Von Anbeginn der Bibliothek bis heute gehört die Orientalistik zu den wichtigsten Arbeitsbereichen der Universität Leiden. Theologen studierten Semitische Sprachen um die Bedeutung der Bibel zu deuten. Sprachgelehrte, wie Joseph Justus Scaliger, Johannes van den Driesche (Drusius) und Jacobus Golius, trugen zur Bedeutung des Lehrstuhls bei. Dieser strahlte insbesondere in die protestantischen Länder aus. Ein enger Austausch wurde mit ausländischen Studenten, wie dem Zürcher Gelehrten Johann Heinrich Hottinger, unterhalten. Er erstellte einen Katalog der arabischen Handschriften der Bibliothek. Aus politischen und wirtschaftlichen Gründen baute die junge Holländische Republik Beziehungen zu den Feinden seiner Feinde auf, unter anderem dem Osmanischen Reich, welches damals am Höhepunkt seiner Zeit war. Im Verlauf seiner Expansionspolitik sicherte sich Holland so Besitzungen in Indonesien. Holländische Kaufleute unterhielten auch als einzige Europäer einen festen Handelsposten in Japan. Die Orientalische Sammlung bildet ein Zentrum für Wissenschaftler aus der ganzen Welt. 
Die Orientalische Sammlung enthält heute 30.000 Manuskripte und 200.000 gedruckte Bücher zu Themen(etwa auch der Leidener Papyrus X) von Archäologie bis Zoroastrismus und in Sprachen von Arabisch bis Zulu.

### Bibliotheca Thysiana

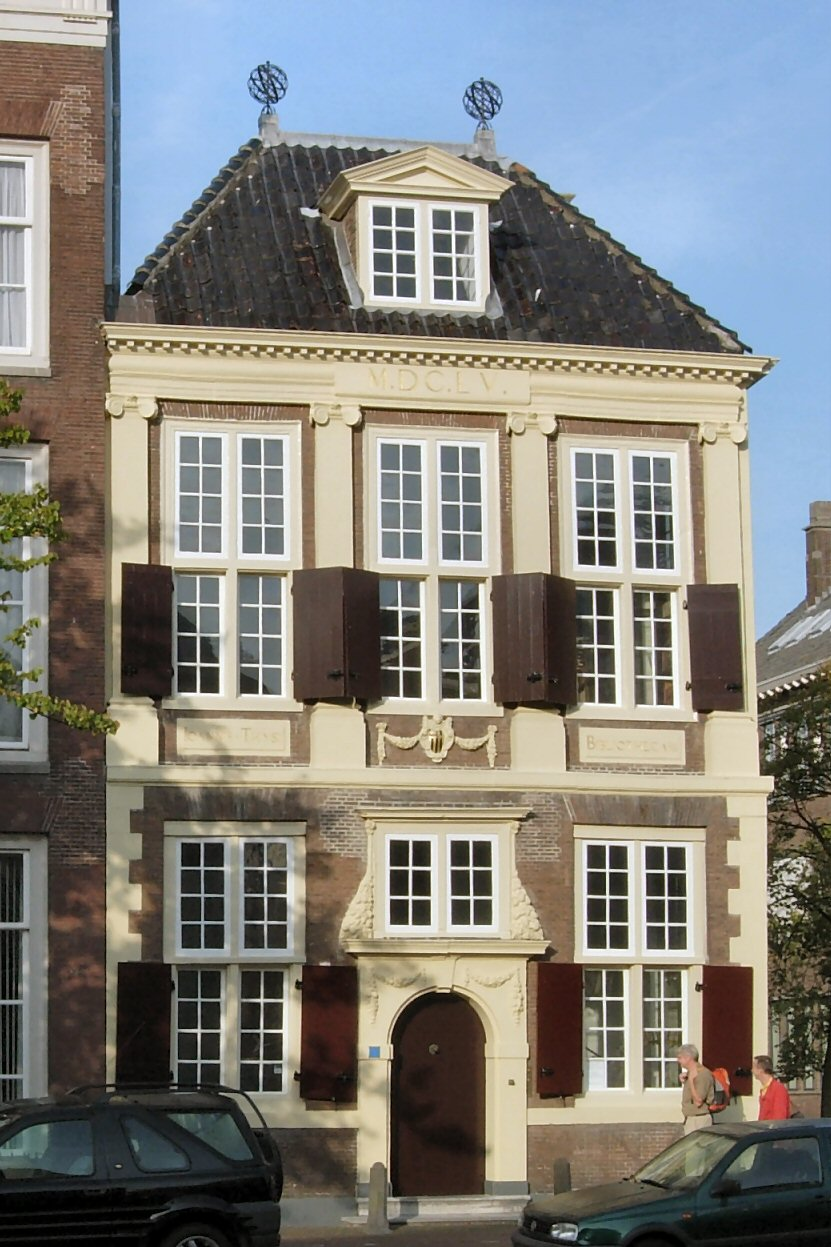
Die Bibliotheca Thysiana, Rapenburg 25, Leiden

Die Bibliotheca Thysiana der Universitätsbibliothek Leiden beherbergt eine 1655 durch den Rechtsanwalts Joannes Thysius (1622–1653) vermachte Büchersammlung von ungefähr 2.500 Büchern und Tausenden von Flugschriften. Nach seinem frühen Tod hinterließ er ein Vermächtnis von 20.000 Gulden für ein Gebäude einer öffentlichen Bibliothek. Die Bibliotheca Thysiana ist das einzige erhaltene Beispiel eines Bibliotheksgebäudes in den Niederlanden aus dem 17. Jahrhundert und ist als Rijksmonument geschützt.

### Scaliger Institut
Das Scaliger Institut der Universitätsbibliothek Leiden wurde im Jahre 2000 gegründet, mit dem Ziel den Gebrauch der verschiedenen Sammlungen für sowohl Lehre und Forschung zu fördern. Zu diesem Zweck bietet das Institut beste Arbeitsbedingungen, wie Vorträge, Computerprogramme und spezielle Kurse. Es vergibt auch Stipendien für Wissenschaftler, die für einige Zeit in Leiden arbeiten möchten. 
Das Institut wurde nach dem berühmtesten Leidener Gelehrten Joseph Justus Scaliger (1540–1609) benannt. Er war in der frühen Universität Leiden einer der größten Förderer der Universitätsbibliothek und vermachte ihr nach seinem Tod eine außergewöhnliche Sammlung von Manuskripten und Büchern.

## Bibliothekare

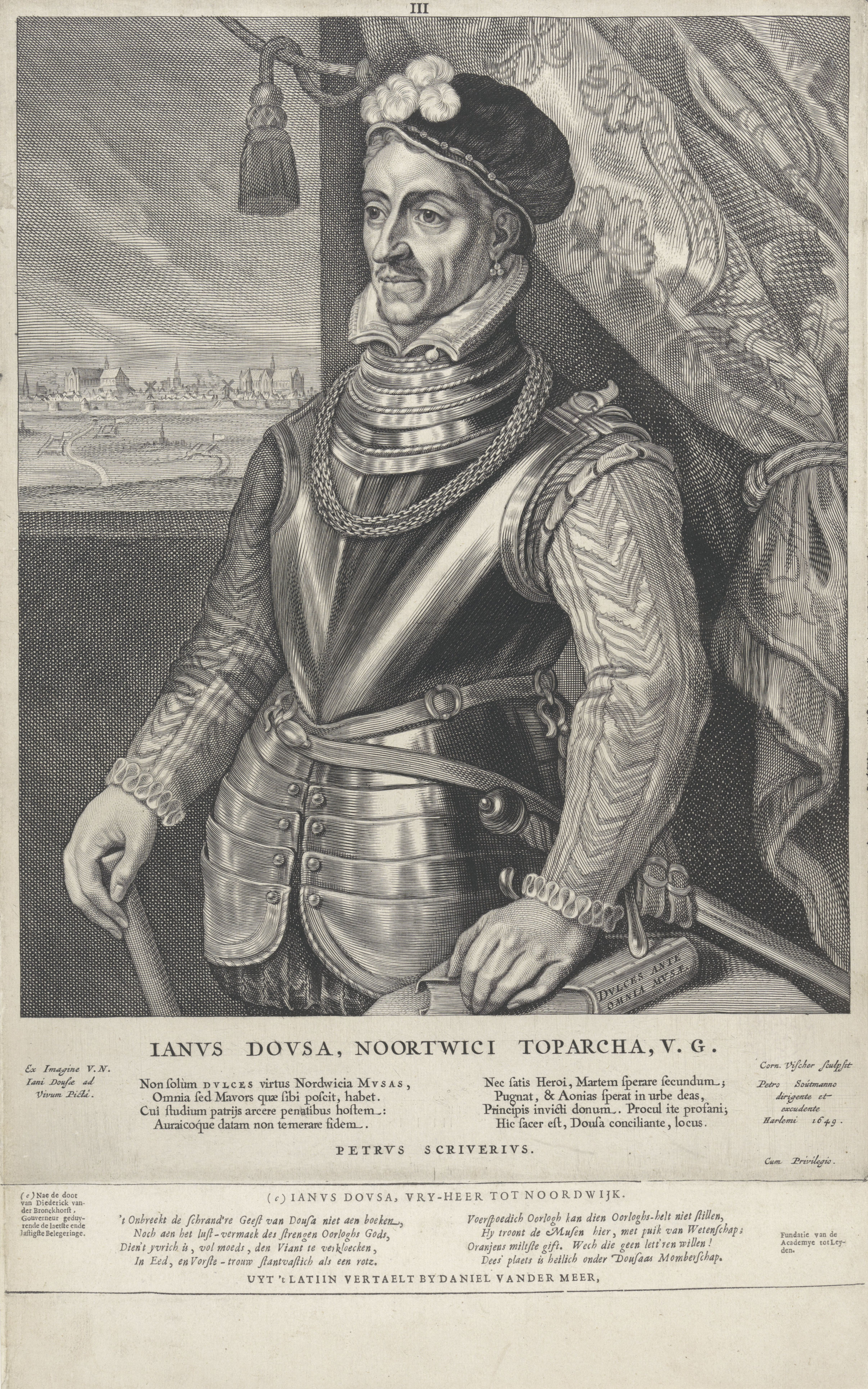
Janus Dousa, Bibliothekar 1585–1593

Seit Gründung der Universität 1575 gab es 25 Bibliotheksleiter an der Universitätsbibliothek Leiden:
| - Janus Dousa (1585–1593) - Janus Dousa Jr (1593–1596) - Paulus Merula (1597–1607) - Daniel Heinsius (1607–1655) - Antonius Thysius der Jüngere (1655–1665) - Johann Friedrich Gronovius (1665–1671) - Friedrich Spanheim (1672–1701) - Wolferdus Senguerdius (1701–1724) - Pieter Burman der Ältere (1724–1741) - David van Royen (1699–1764) (1741) - Abraham Gronovius (1741–1775) - David Ruhnken (1775–1798) - Daniel Albert Wyttenbach (1798–1820) | - Johannes van Voorst (1820–1833) - Jacob Geel (1833–1858) - Willem George Pluygers (1859–1879) - Willem Nicolaas du Rieu (1880–1897) - Scato Gocko de Vries (1897–1924) - Friedrich Casparus Wieder (1924–1938) - Tietse Pieter Sevensma (1938–1947) - Antoine Hubert Marie Cornelis Kessen (1947–1961) - Johan Remmet de Groot (1961–1983) - Jacques van Gent (1983–1993) - Paul Gerretsen (1994–2004) - Kurt de Belder (2005–heute) |

## Standorte

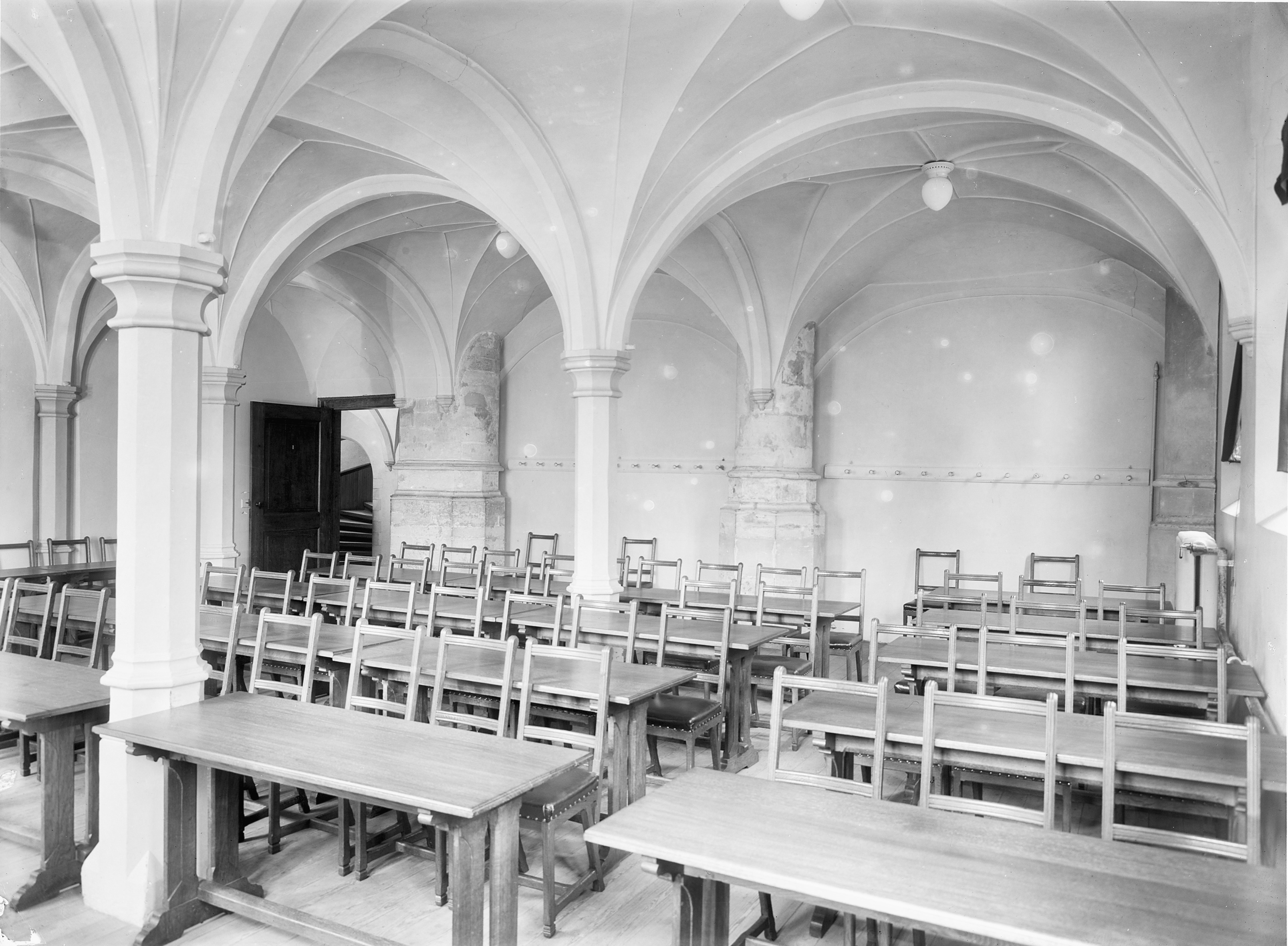
Rapenburg 73 (Standort 1587–1595)
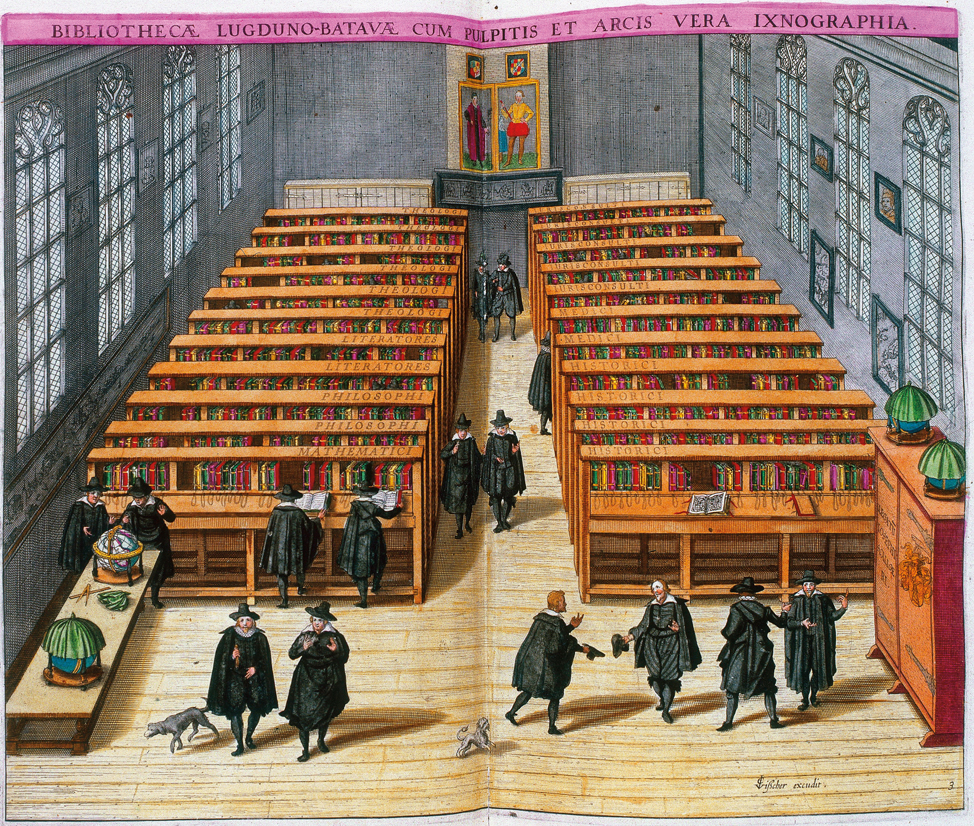
Standort Rapenburg 73 (anno 1610) Woudanus in Stedeboeck der Nederlanden, Amsterdam: Willem Blaeu, 1649.
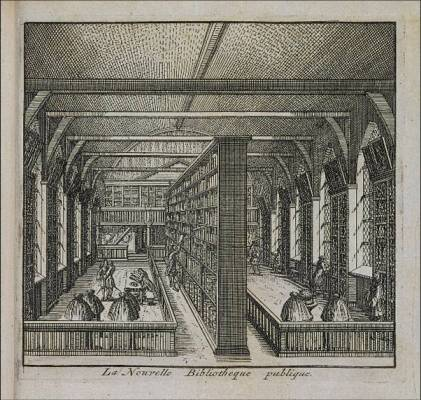
Standort Rapenburg 70 (1694) La nouvelle bibliothèque, aus Les delices de Leide, une des célèbres villes de l'Europe, Leiden: P. van der Aa, 1712
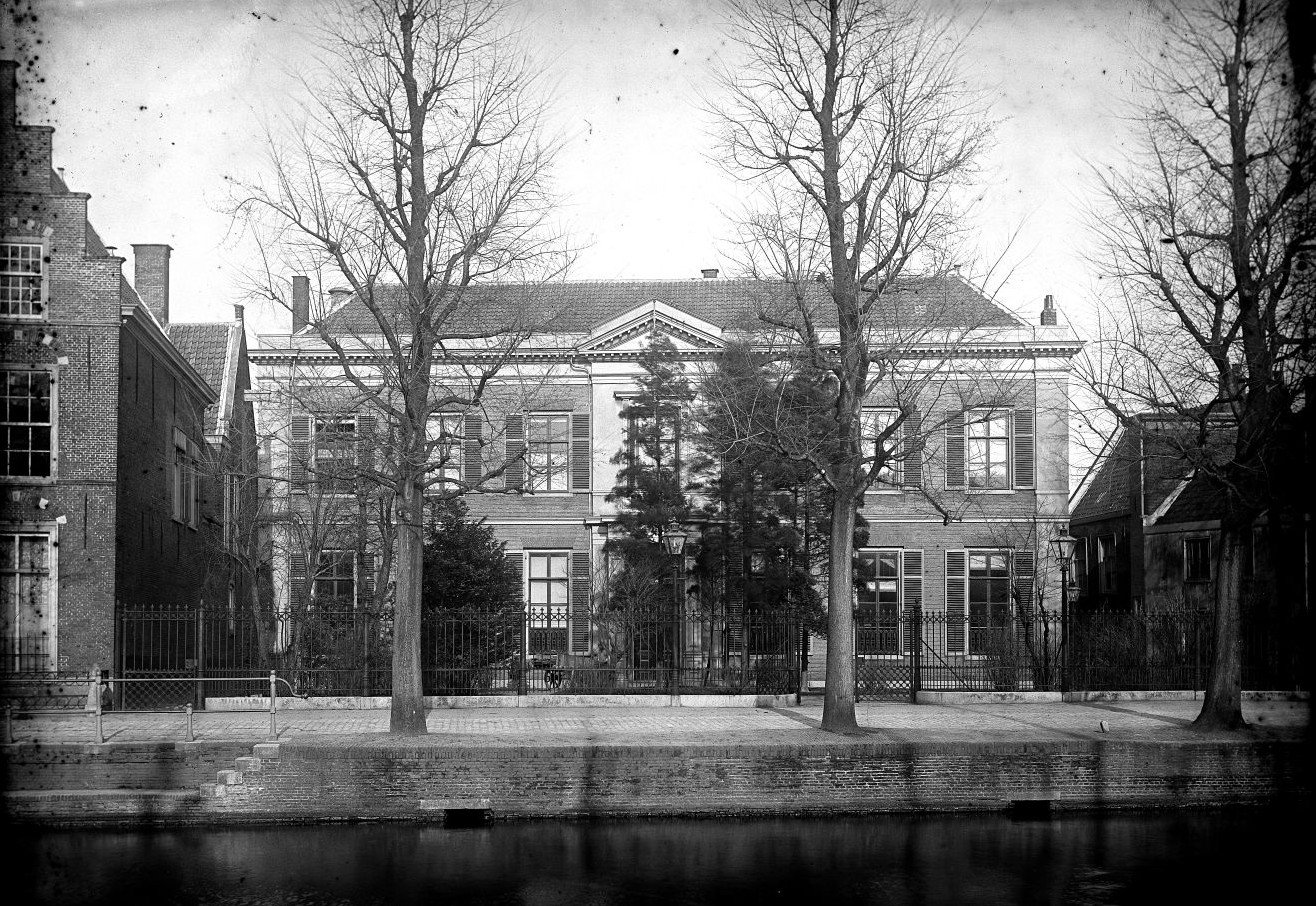
Standort Rapenburg 70 (c.1890)
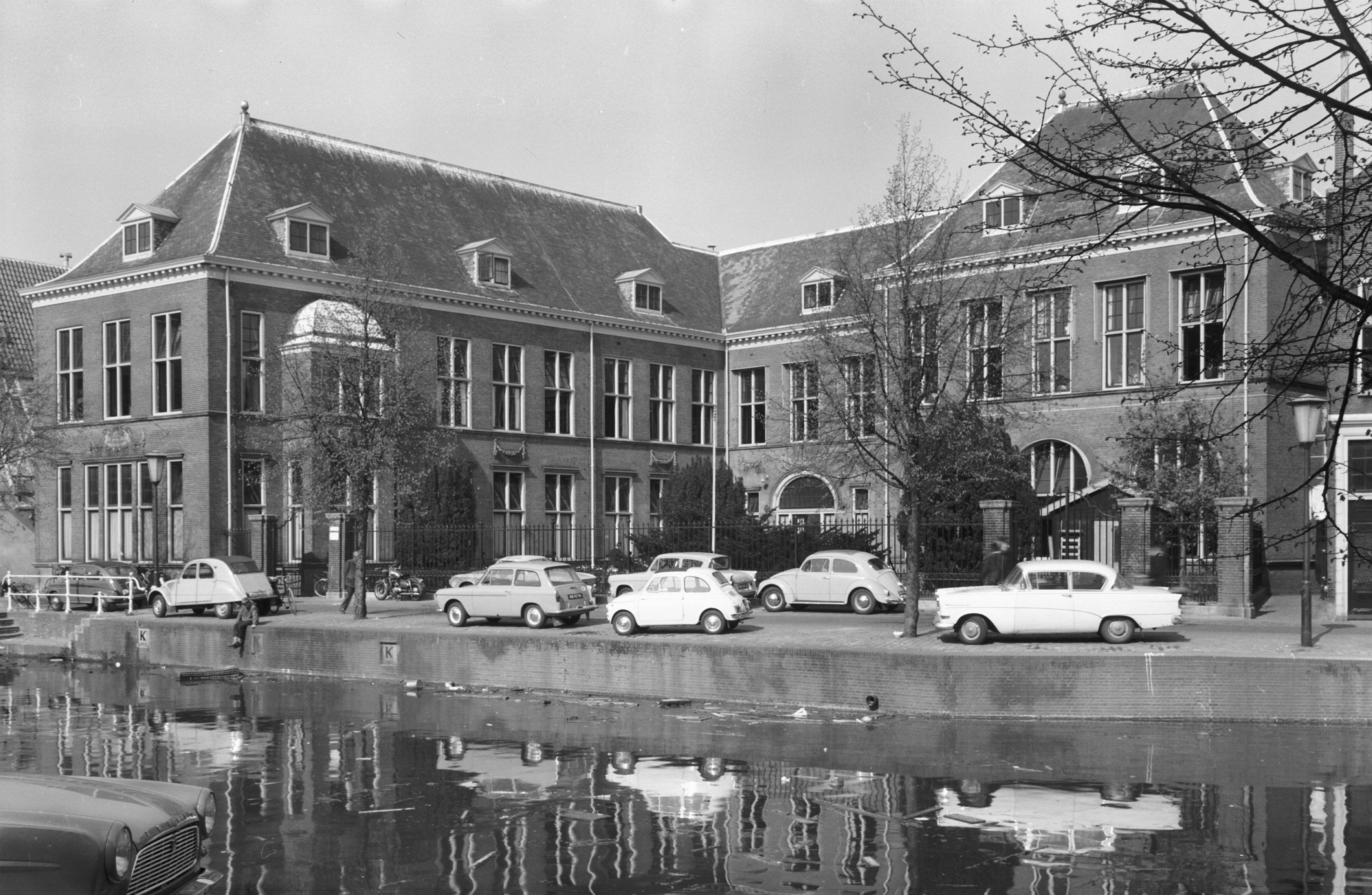
Standort Rapenburg 70 (1963)
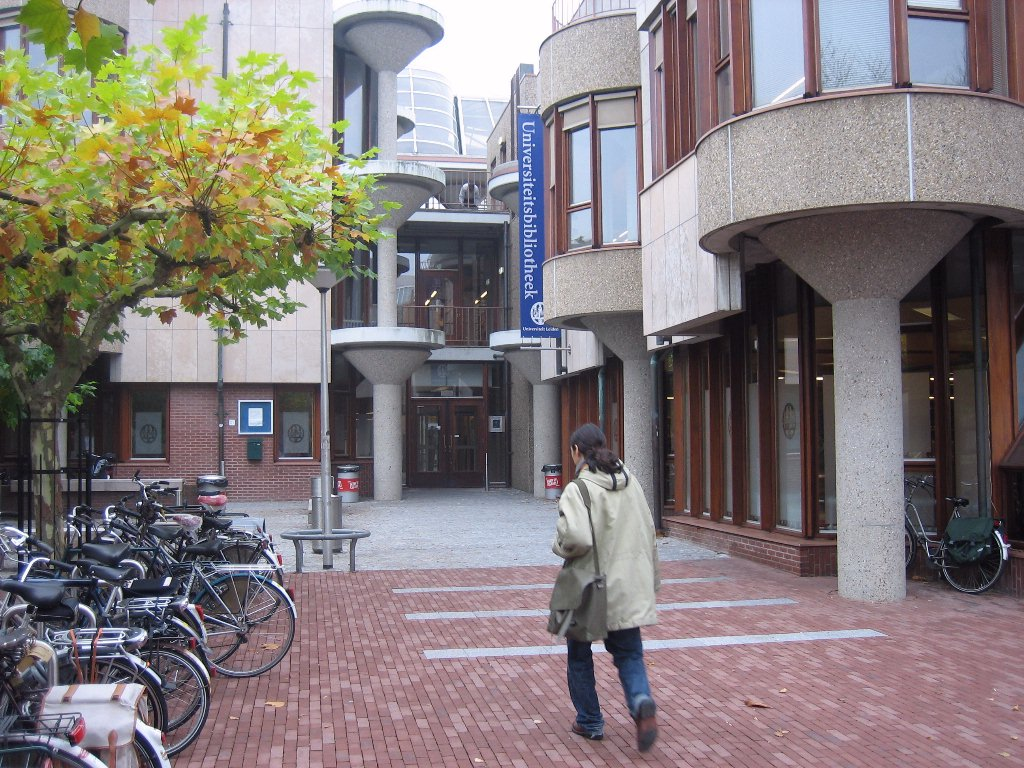
Standort Witte Singel 27 (2006)